# Богодухівська міська територіальна громада
Богодухівська міська територіальна громада — територіальна громада в Україні, в Богодухівському районі Харківської області. Адміністративний центр — місто Богодухів.
Площа громади — 1156,8 км2, населення громади — 37 563 осіб (2020)
Утворена 12 червня 2020 року шляхом об'єднання всіх місцевих рад Богодухівського району Харківської області: Богодухівської міської ради, Гутянської і Шарівської селищних рад, Вікторівської, Вінницько-Іванівської, Губарівської, Дмитрівської, Забродівської,  Зарябинської, Івано-Шийчинської, Кленівської, Крисинської, Куп'євахської, Олександрівської, Павлівської, Петропавлівської, Полково-Микитівської, Сазоно-Баланівської, Степнянської, Сухининської, Сіннянської, Улянівської, Хрущово-Микитівської сільських рад. Перші вибори міської ради та міського голови Богодухівської міської громади відбулися 25 жовтня 2020 року.

## Населені пункти
До складу громади входять 1 місто (Богодухів), 13 селищ (Балабанівка, Вікторівка,  Гавриші, Гути, Зарічне, Максимівка, Мала Іванівка, Мандричине, Степне, Таверівка, Улянівка, Шарівка і Щасливе) та 64 села (Бабаки, Бабенки, Байрак, Братениця, Вертіївка, Вінницькі Івани, Воскобійники, Воскресенівка, Гарбузи, Горбанівка, Губарівка, Дев'ятибратове, Дегтярі, Дмитрівка, Заброди, Заозерне, Зарябинка, Затишне, Іванівка, Івано-Шийчине, Кадниця, Карлівка, Кияни, Кленове, Корбині Івани, Коротке, Крисине, Крупчине, Кручик, Куп'єваха, Леськівка, Лісове, Лозова, Мар'їне, Матвіївка, Мерло, Миролюбівка, Москаленки, Мусійки, Новоселівка, Новософіївка, Новоукраїнка, Олександрівка, Павлівка, Павлове, Паляничники, Петропавлівка, Пісочин, Полкова Микитівка, Ріпки, Сазоно-Баланівка, Семенів Яр, Сінне, Скосогорівка, Сухини, Тимофіївка, Філатове, Хрущова Микитівка, Шигимажине, Шийчине, Шкарлати, Шуби, Щербаки, Яблучне).